# 168街車站
168街車站（英語：168th Street station），曾名華盛頓高地-168街車站（英語：Washington Heights–168th Street station），是美國紐約地鐵IRT百老匯-第七大道線及IND第八大道線共用的地鐵站複合體，位於曼哈頓華盛頓高地168街及百老匯交界，設有以下列車服務：
- 1號線、A線列車（任何時候停站）[5][6]
- C線列車（任何時候停站（深夜除外））[7]

車站的IRT站區位於非常深的地底，並需要在通過閘機以後使用升降機前往月台，並位於較高的IND站區夾層。另外亦設有IND月台到夾層和夾層到街道的升降機，令IND站區可以無障礙通行。而IRT站區無法無障礙通行，因為月台上沒有升降機（前往閘機的升降機需要爬少許樓梯）。
相鄰的地點包括紐約-長老會醫院/哥倫比亞大學醫療中心、哈德遜河水岸公園，以及奧杜邦舞廳的殘餘。2005年，車站加入了國家史蹟名錄。

## 車站結構
| G         | 街道                                         | 出入口 |
| B1        | 夾層                                         | 閘機、車站詢問處 位於168街及聖尼古拉斯大道東南角的升降機只限A C 線；往1 線的升降機不可無障礙通行                                   |
| B2 月台層 | 北行快速                                     | 往英伍德-207街（除深夜外）（175街）                                                                                                |
| B2 月台層 | 島式月台，快速列車左側開門，普通列車右側開門 | |
| B2 月台層 | 北行普通                                     | 總站軌道 · 往英伍德-207街（深夜）（175街）                                                                                         |
| B2 月台層 | 南行普通                                     | 往尤克利德大道（只限上行，除深夜外）（163街-阿姆斯特丹大道）                                                                       |
| B2 月台層 | 島式月台，A線列車左側開門，C線列車右側開門   | |
| B2 月台層 | 南行快速                                     | 往勒弗茲林蔭路/遠洛克威-莫特大道（除深夜外）/洛克威公園（尖峰時段）（145街） · 往遠洛克威-莫特大道（深夜）（163街-阿姆斯特丹大道） |
| B3        | 跨道                                         | 往升降機 |
| B4 月台層 | 側式月台，右側開門                           | 側式月台，右側開門 |
| B4 月台層 | 北行                                         | 往范科特蘭公園-242街（181街） |
| B4 月台層 | 南行                                         | 往南碼頭（157街） |
| B4 月台層 | 側式月台，右側開門                           | |

## IRT百老匯-第七大道線月台
168街車站位於IRT百老匯-第七大道線，設有兩個側式月台和兩條軌道。

### 歷史
首條地鐵的西城支線自1906年3月12日起向北延長至臨時總站221街及百老匯，但當時168街車站尚未啟用。此延長線以157街車站和221街車站的接駁線方式營運，直至1906年5月30日快速列車直接開往221街車站為止。168街車站於1906年4月14日啟用。
1948年，由103街車站到238街車站的月台都延長到514英呎以停靠全部10節快速列車。過去只能停靠6節普通列車。月台延長分段啟用。1948年4月6日，除了125街車站於1948年6月11日啟用以外，由103街車站到迪克曼街車站都啟用了它們的月台延長部分。

## IND第八大道線月台
168街車站是IND第八大道線於1932年9月10日啟用的快車地鐵站，擁有兩個島式月台和四條軌道。與一般的快速車站配置不同，內側軌道由慢車C線服務，而外側軌道由快車A線服務。這令C線列車更容易以此為總站，並調頭南行前往布魯克林。車站南面，外側軌道下沉至內側軌道下面，成為兩軌疊著兩軌的配置。車站北面，內側軌道繼續在百老匯向北往174街車廠，而外側軌道在華盛頓堡大道下面大幅轉彎，繼續前往英伍德-207街車站。

## 外部連結
- nycsubway.org—IRT West Side Line: 168th Street
- nycsubway.org—IND 8th Avenue: 168th Street
- Station Reporter – 168 Street/Broadway Complex
- The Subway Nut – Washington Heights–168th Street Pictures（页面存档备份，存于）
- 168th Street entrance to Eighth Avenue Line from Google Maps Street View
- 169th Street entrance to Eighth Avenue Line from Google Maps Street View
- 168th Street entrance to Broadway-Seventh Avenue Line from Google Maps Street View
- IRT overpass from Google Maps Street View （页面存档备份，存于）
- IRT platforms from Google Maps Street View （页面存档备份，存于）
- IND platforms from Google Maps Street View （页面存档备份，存于）